# Èric Bertran
Èric Bertran Martínez (Barcelona, 4 de abril de 1990) es un activista y escritor español, conocido por haber sido acusado de realizar amenazas terroristas a varias empresas exigiendo que modificaran la rotulación en castellano al catalán.

## Biografía
En 2004, cuando tenía 14 años, Bertran fue investigado por la Audiencia Nacional de España por amenazas terroristas al enviar correos electrónicos amenazantes a las empresas Mercadona, Leche Pascual y Supermercados Día exigiendo que rotularan en catalán. En el texto de los correos se mencionaban consecuencias violentas si no se cumplía lo que exigía, como destrozar sus centros comerciales, y que en caso de no recibir respuesta "no les pediré otra vez a las buenas, le vendrá a pedir que lo traduzcan toda mi organización y no creo que muy simpaticamente". El asunto fue denunciado y Bertran compareció ante el Tribunal de Menores de la Audiencia Nacional. Finalmente fue archivado, sin embargo, el caso ha sido utilizado mediáticamente por el nacionalismo catalán.
Es el creador y el administrador general del grupo elfènix (Exèrcit del Fènix, Bon Dia Països Catalans y elfènixTV) y ha formado parte del Consejo de redacción del semanario El Matí. En el mundo radiofónico dirige su propio programa denominado 'Perspectiva' en Ràdio Arenys, donde habla de actualidad a través de diferentes jóvenes. 
Es autor del libro Èric i l'Exèrcit del Fènix (2005) del cual se ha hecho una adaptación teatral (escrita por Víctor Alexandre y dirigida por Pere Planella) que ha sido dos meses de temporada en Barcelona. También ha publicado L'institut de la vergonya (2007).
En 2011 Joel Joan dirigió la película Fénix 11·23 basada en los hechos de Èric Bertran.
En noviembre del 2010 se hace militante del partido político Convergencia Democrática de Cataluña, donde mantuvo una disputa con Rubèn Novoa, miembro del secretariado nacional de la sectorial de Nuevas Tecnologías y Sociedad de Convergència, quien calificó públicamente a Bertran como "adolescente vividor de la política y sin estudios" y le acusó de "confundir inmigración con delincuencia".

## Obras
- Èric i l'Exèrcit del Fènix (2005)
- L'institut de la vergonya (2007)

## Reconocimientos
- Segador de l'Any (2006)
- Jaume I de Acció Cultural del País Valencià (2007).